# 11328 Mariotozzi
11328 Mariotozzi este un asteroid din centura principală de asteroizi.

## Descriere
11328 Mariotozzi este un asteroid din centura principală de asteroizi. A fost descoperit pe 19 octombrie 1995 la Colleverde de Vincenzo Silvano Casulli. Asteroidul prezintă o orbită caracterizată de o semiaxă mare de 2,76 ua, o excentricitate de 0,07 și o înclinație de 4,7° în raport cu ecliptica.